# Ouayalgui-V2
Pour les articles homonymes, voir Ouayalgui.
Ouayalgui-V2, également orthographié Wayalgui-V2, est une commune rurale située dans le département de Boudry de la province du Ganzourgou dans la région du Plateau-Central au Burkina Faso.

## Histoire
À l'instar des autres villages des Aménagements des vallées de la Volta (AVV) de Ouayalgui, le village est né de la volonté des autorités d'étendre les terres agricoles dans les années 1980, dans le cadre de l'aménagement des vallées du fleuve Volta.

## Santé et éducation
Ouayalgui-V2 accueille un centre de santé et de promotion sociale (CSPS) tandis que le centre médical avec antenne chirurgicale (CMA) le plus proche se trouve à Zorgho.